# Per fas et nefas
Per fas et nefas (du latin Per fas « ce qui est permis » et nefas « ce qui n'est pas permis ») est une locution latine qui signifie « par toutes les voies, par tous les moyens possibles ».
L'expression appartient davantage au domaine religieux qu'à celui du droit romain, marquant une distinction ancienne entre ius (le droit) et le couple fas-nefas.
On la trouve chez Jérôme de Stridon, « congregare per fas et nefas opes », c'est-à-dire « accumuler des richesses par des voies justes et injustes ».
On trouve, chez Tite-Live, la variante « per omne fas ac nefas », pouvant se traduire en « par tous les moyens, licites et illicites ».
On trouve cette locution dans Le neveu de Rameau, de Diderot : "..., qui s'empare du bien de ses associés, qui n'a ni foi ni loi, ni sentiment ; qui court à la fortune, per fas et nefas,...".  
Egalement dans Eugénie Grandet d'Honoré de Balzac (Scènes de la vie de Province), ainsi que dans Kéraban le Têtu de Jules Verne (chapitre 2 : " Cet intendant était un homme audacieux.../..., décidé à satisfaire, per fas et nefas, les moindres désirs de son maître ") et dans L'art d'avoir toujours raison d'Arthur Schopenhauer (au chapitre intitulé "La Dialectique éristique" : "la dialectique éristique est l'art de la controverse, celle que l'on utilise pour avoir raison, c'est-à-dire per fas et nefas.").

## Devise
En France, « Per fas et nefas » est la devise du huitième régiment du matériel de l'armée de terre (8e RMAT) et du Bâtiment Ravitailleur de Force (BRF) Jacques Chevallier de la marine nationale

## Dans la culture populaire
« Per fas et nefas » est utilisée comme une forme de mot de passe dans l'épisode sept de la saison quatre de la série télévisée américaine Chuck.